# 下関市立大学の人物一覧
下関市立大学の人物一覧は下関市立大学に関係する人物の一覧記事。

## 大学関係者・教職員
- 荻野喜弘 - 経済学博士、下関市立大学元学長
- 堀内隆治 - 経済学者、下関市立大学元学長、同大学名誉教授

## OB・OG
前身である下関商業短期大学も含める。

### 政界
- 池田道孝 - 衆議院議員
- 飯干辰己 - 宮崎県西臼杵郡五ヶ瀬町長
- 中屋謙治 - 鹿児島県いちき串木野市長
- 中尾友昭 - 山口県下関市長（修士課程満期退学）

### 学界
- 本田良巳　大阪経済大学経済学部教授
- 築山義令　東和大学工学部教授
- サリバンクリステン　西南女学院大学人文学部教授
- 丸山武志　大分大学名誉教授
- 宇野真人　大分大学経済学部准教授
- 永野拓矢　名古屋大学教育基盤連携本部准教授
- 安部伸哉　山形大学人文社会科学部専任講師
- 張龍龍　　北京工業大学社会学部専任講師

### 経済
- 高橋良規　日本政策投資銀行 監事、 太平洋金属株式会社 監査役、日本原燃株式会社 常務取締役
- 竹内孝久　旭食品株式会社 代表取締役社長
- 川口政寛　株式会社ヤマエ久野　専務取締役
- 大塚秋夫 - LTTバイオファーマ社長
- 角谷武彦 - 不二製油株式会社 取締役
- 木下賢二　正晃株式会社　取締役
- 草野正樹 - 愛三工業株式会社執行役員
- 浅山弘康 - 熊本放送社長
- 西田仁　　広島銀行 執行役員
- 中野順　 - 鳥取銀行執行役員、親和商事取締役
- 島田親房 - 熊本銀行執行役員
- 高橋秀樹 - 大分銀行執行役員
- 形山嘉浩 - NECフィールディング社長
- 王煒　　 - 春秋航空日本会長、春秋グループ日本代表
- 津戸祐徳 - ナイス株式会社代表取締役社長
- 佐古幸男 - コカ・コーラウエストジャパン常務取締役、西日本ビバレッジ株式会社代表取締役社長
- 貞松成 　- AIAIグループ創業者・CEO、AIAI Child Care創業者
- 岡崎富夢 - PASIO創業者
- 林田暢明 - コラムニスト、コメンテーター、教育者
- 柳沢雅彦 - 記者、写真家
- 花村枝里 - アナウンサー